# Stundengebet

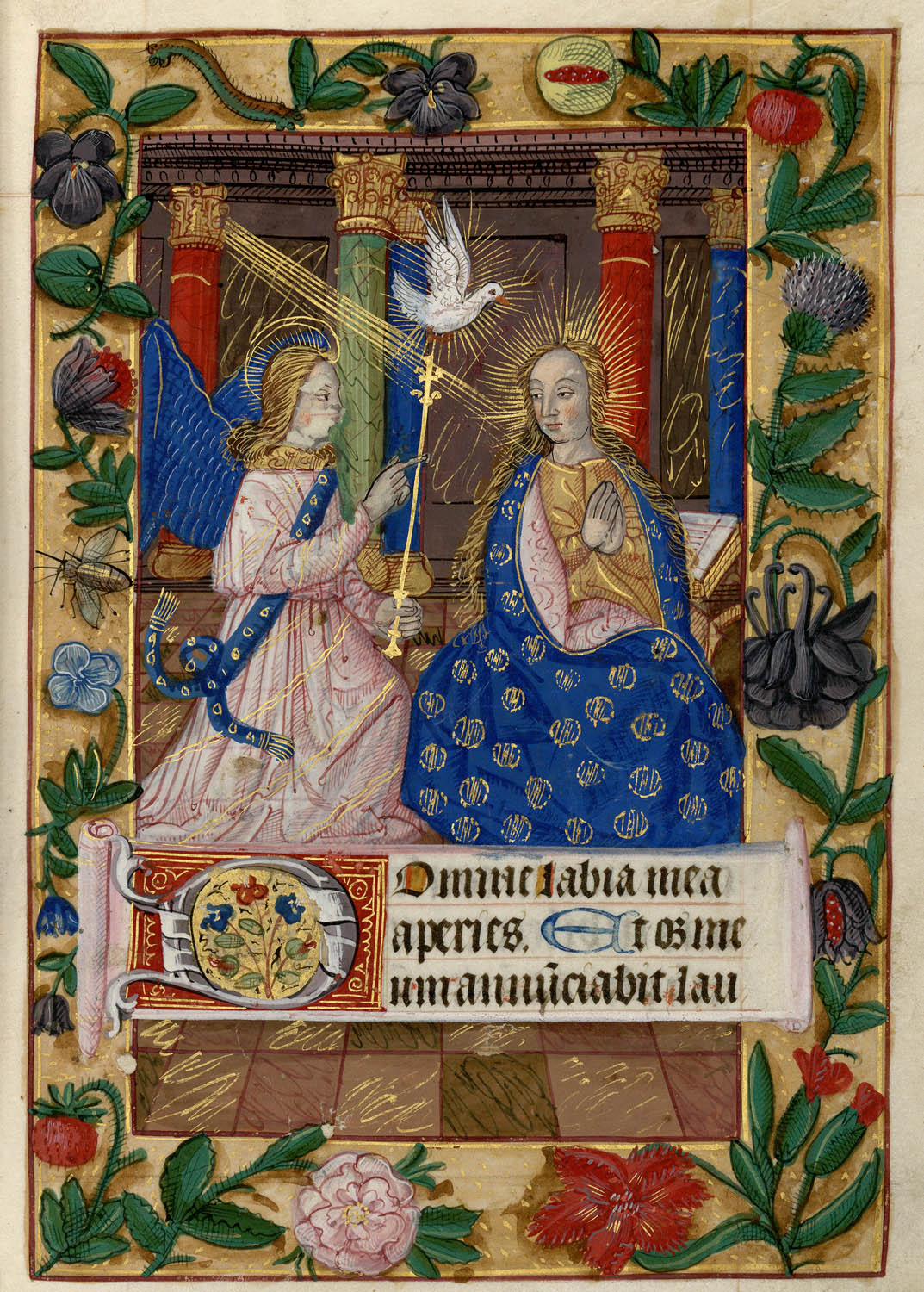
Blatt aus den Heures de Notre-Dame de Pitié, 15. Jahrhundert. Unter der Darstellung der Verkündung der Vers Herr, öffne meine Lippen, mit dem das Stundengebet eines jeden Tages eröffnet wird.

Das Stundengebet (lateinisch liturgia horarum), auch Offizium  oder Officium divinum ‚göttlicher Dienst‘, Tagzeiten und Tagzeitengebet (evangelisch) genannt, ist Teil der Liturgie der Kirche.
Es wird in den orthodoxen, orientalisch-orthodoxen, katholischen, anglikanischen und in einigen evangelischen Kirchen gepflegt. Das gemeinschaftlich vollzogene Stundengebet in einer Ordensgemeinschaft wird Chorgebet genannt.
Die liturgischen Bücher, die die Texte des Stundengebets enthalten, heißen Horologion (orthodox), Stundenbuch (katholisch), Book of Common Prayer (anglikanisch) und Tagzeitenbuch (protestantisch). Die früher für die Weltpriester gedachte kürzere Form des Stundengebetes wurde auch Brevier (lateinisch brevis, breve ‚kurz‘) genannt.

## Theologische Sinngebung
Das Stundengebet wird in der kirchlichen Tradition interpretiert als Antwort auf das Apostelwort „Betet ohne Unterlass!“ (1 Thess 5,17 ) und das Psalmwort „Siebenmal am Tag singe ich dein Lob und nachts stehe ich auf, um dich zu preisen“ (vgl. Ps 119,62.164 ).
Sinn des Stundengebets ist es, einzelne Tageszeiten zu heiligen, mit ihrer Besonderheit vor Gott zu bringen und zugleich das Gebet der Kirche rund um die Erde nicht abreißen zu lassen. Auch das Zweite Vatikanische Konzil bezeichnete die Heiligung des Tages als das Ziel des Stundengebetes.
Das Stundengebet ist am Zyklus des Tageslaufs, dem Wechsel von Wachen und Schlafen, Licht und Dunkelheit, Arbeit und Ruhe orientiert und deutet die Zeiterfahrung als göttliche Offenbarung: „Gott sah, dass es gut war. Es wurde Abend und es wurde Morgen: dritter Tag.“ (Gen 1,12–13 ) So wird die zyklische Zeiterfahrung des Menschen – genauso wie die lineare Erfahrung von Vergangenheit, Gegenwart und Zukunft – in die Glaubenspraxis einbezogen. Herausgehoben sind Sonnenaufgang und Sonnenuntergang: „Der Übergang vom Dunkel ins Licht wird ebenso wie der Übergang vom Licht ins Dunkel zum Anlass und Inhalt für die Liturgie.“

## Geschichte
Aus der Tradition des Judentums, sich dreimal am Tag zum Gebet zu versammeln (Schacharit, Mincha und Maariw), entwickelte die frühe Kirche die Vorstufe des heutigen Stundengebets, das im Urchristentum noch gemeindegottesdienstlichen Charakter hatte. Die jüdische Tradition, die Psalmen des Tanach zu beten, führten die Christen fort; daneben wurden christliche Hymnen gesungen und das Vaterunser gebetet. Diese Gebete sind wesentlicher Bestandteil des Stundengebets und erscheinen schon in den frühesten überlieferten Kirchenordnungen der Zwölf-Apostel-Lehre und der Apostolischen Überlieferung. Die Zwölf-Apostel-Lehre aus dem frühen 2. Jahrhundert empfiehlt, das Vaterunser dreimal täglich zu beten (8,3). Die Apostolische Überlieferung aus dem 3. Jahrhundert empfiehlt das Gebet des Einzelnen beim Aufstehen, zur dritten, sechsten und neunten Stunde des Tages, vor dem Schlafengehen, um Mitternacht und beim Hahnenschrei (35–36). Ähnlich stellen es die Apostolischen Konstitutionen im 4. Jahrhundert dar und bringen die Tagzeiten mit der Passion Jesu in Verbindung: die Kreuzigung Jesu zur dritten Stunde (Mk 15,25 ), die Finsternis zur sechsten (Mk 15,33 ) und den Tod Jesu zur neunten Stunde (Mk 15,34 ). Nach diesem christlichen Handbuch ist das Gebet in Gemeinschaft dem Gebet des einzelnen vorzuziehen:

„Ihr also, die ihr Glieder Christi seid, zerstreuet doch nicht dadurch, daß ihr von Versammlungen ferne bleibet! Ihr, die ihr Christum als Haupt habet, stehet nach seiner Verheißung mit uns in innigster Gemeinschaft, seid nicht unbesorgt um euch selbst! Beraubet weder den Leib seiner Glieder, noch zerteilet ihn; zerstreuet auch nicht seine Glieder, noch ziehet der Anhörung des Wortes Gottes die Sorge für die Bedürfnisse dieses Lebens vor, sondern erscheinet täglich morgens und abends zum Psalmengesang und Gebete im Hause des Herrn; am Morgen leset den Psalm zweiundsechzig, am Abend den Psalm einhundertundvierzig.“

### Monastisches Offizium
Einen wesentlichen Einfluss auf die Entwicklung des Stundengebets hatte das Aufkommen des Mönchtums und der Gemeinschaften von geweihten Jungfrauen ab dem 3. Jahrhundert. Die Eremiten schlossen sich zu klösterlichen (koinobitischen) Gemeinschaften zusammen. Für diese machte das Stundengebet, wie bereits bei den einzeln lebenden Eremiten, einen wesentlichen Teil ihres Tages aus. Bei seiner Μελέτη (melétē, griech., ‚Übung, Praxis‘) sprach der Mönch den Psalter nacheinander – beginnend bei Psalm 1 und endend bei Psalm 150 – oder andere biblische Texte halblaut und unabhängig von der persönlichen Stimmungslage. Dieses meditierende Murmeln wurde später „Ruminatio“ (von lat. ruminare ‚wiederkäuen‘) genannt.
In den Mönchsgemeinschaften versammelten sich die Mönche zweimal täglich, wie es Johannes Cassianus aus Ägypten berichtet: am Abend und vor Tagesanbruch. Diese Tagzeitenliturgie war mehr eine gemeinsame Schriftlesung als Gebet. In jeder Gebetszeit wurden zwölf Psalmen von einem Lektor vorgetragen. Die anderen Mönche hörten den Text, auf dem Boden kauernd; auf jeden Psalm folgte eine Zeit des Stillgebets im Stehen mit erhobenen Armen, gefolgt von einer Oration, die der Vorsteher sprach. Nach zwölfmaliger Wiederholung beschloss eine Schriftlesung aus dem Alten und Neuen Testament die Gebetszeit. Bei der nächsten Gebetszeit wurden die nächsten zwölf Psalmen in dieser Weise gesprochen, und nach dem Psalm 150 begann der Turnus von vorn. Diese Form des gemeinschaftlichen Psalmengebets wird als Tagzeitenliturgie des monastischen Typs oder als „monastisches Offizium“ bezeichnet: Die Psalmen werden nicht aus inhaltlichen Gründen ausgewählt, sondern der Psalter wird als fortlaufende Lesung (lectio continua oder psalterio currente) vollzogen.

### Kathedraloffizium
Ein anderer Grundtyp des Stundengebets wird als „Kathedraloffizium“ bezeichnet. Sein Ursprung ist in den frühchristlichen Bischofskirchen (Kathedralen) und Gemeinden zu sehen, die Tagzeitenliturgie wurde zur „Grundform kirchlicher, gemeindlicher Existenz“; eine tägliche Eucharistiefeier gab es zu dieser Zeit noch nicht. Im Gegensatz zur lectio continua des monastischen Typs werden beim Kathedraloffizium die Psalmen anlassbezogen ausgewählt, so typischerweise Ps 63  beim Morgen- und Ps 141  beim Abendlob der Gemeinde. Als neues Element tritt das Fürbittengebet hinzu. Zur Kathedralvesper gehörte das rituelle Entzünden des Lichts, teilweise in Verbindung mit dem Verbrennen von Weihrauch. Die Vesper wurde daher oft auch Luzernar (Lichtfeier) genannt, auch noch, als die Vesper des monastischen Stundengebetes keinen Lichtritus mehr enthielt.
Monastisches Offizium und Kathedraloffizium stellten keine exakten historischen Größen dar, sondern kennzeichnen zwei Strukturelemente in späteren Gebetsordnungen, die als Mischformen einerseits aus der Tradition des Mönchtums und andererseits aus dem geistlichen Erbe der Liturgie an den städtischen Kathedralen herzuleiten sind.

### Benediktsregel
Ihre charakteristische Prägung für die weitere Geschichte bekam die Tagzeitenliturgie der Lateinischen oder Westkirche durch die Ordensregel, die Benedikt von Nursia 529 seinem Kloster in Montecassino gab und die im Fränkischen Reich ab 800 für alle Klöster verpflichtend wurde und andere Mönchstraditionen verdrängte. Benedikt lag eine ältere Mönchsregel vor, die Regula magistri. Das benediktinische Offizium umfasst eine nächtliche Hore und sieben am Tage; der Tag wurde von Mitternacht bis Mitternacht gerechnet. Die Auswahl der Psalmen war jetzt in einem einwöchigen Turnus für jede Hore genau festgelegt. Jeder Psalm kam in jeder Woche mindestens einmal vor. Dabei gab es Blöcke von aufeinanderfolgenden Psalmen wie im monastischen Offizium, andere Psalmen wurden gezielt platziert oder kehrten täglich wieder. Benedikt fasste kurze Psalmen zusammen und teilte lange in Abschnitte. Neben den Psalmen kamen auch alttestamentliche Cantica vor. Jede Hore hatte seit Benedikt einen Hymnus, allerdings in den einzelnen Horen an verschiedenen Positionen. Auf das Kapitel nach den Psalmen folgte ein Responsorium, in den kleinen Horen ein Versikel. Die Hore endete mit Fürbitten – in den kleinen Horen mit dem Kyrie eleison –, dem Vaterunser und einer Oration.
Die nächtliche Hore war als Vigil (Nachtwache) angelegt und die textreichste Hore. Die ersten Worte waren „Herr, öffne meine Lippen, damit mein Mund dein Lob verkünde.“ (Ps 51,17 ) Auf das Invitatorium – täglich mit Psalm 3 und Psalm 95 – folgten zwei Nokturnen mit je sechs Psalmen, am Sonntag eine dritte mit drei Cantica, dazu jeweils mehrere Lesungen. Die Laudes hatten sieben Psalmen und ein Canticum, sie begannen täglich mit den Psalmen 67 und 51 und schlossen mit den Lobpsalmen 148, 149 und 150. Prim, Terz, Sext und Non hatten jeweils drei Psalmen bzw. Psalmenteile und die Vesper vier. Zur Komplet wurden täglich die drei Psalmen 4, 91 und 134 gebetet. Zu den Laudes gehörten bereits das Benedictus, zur Vesper das Magnificat. Das im Kathedraloffizium bedeutsame Luzernar floss nicht in die benediktinische Ordnung ein. Die Vesper hieß in der Regula magistri zwar noch lucernarium, hatte aber keinen Lichtritus mehr. Die Vesper war auch nicht mehr das Abendgebet der Mönche, da nach dieser Hore das Abendessen und nötige Arbeiten stattfanden. So entstand die Komplet als das Gebet vor dem Schlafengehen. Sie endete in der Regula magistri mit dem Vers „Herr, stell eine Wache vor meinen Mund, eine Wehr vor das Tor meiner Lippen.“ (Ps 141,3 )

### Entwicklung seit dem Mittelalter
In den Ostkirchen behielt das Stundengebet stets seine zentrale Rolle im Gemeindeleben. In der Westkirche hingegen wurde der Umfang des Stundengebets in der Gemeinde dem des Klosterlebens angeglichen, sodass alle 150 Psalmen mindestens im Laufe einer Woche gebetet wurden. Dieses Pensum konnte im Grunde nur von Ordensleuten und Klerikern bewältigt werden. Seit dem 11. Jahrhundert ist das Stundengebet für alle Kleriker in der Westkirche verpflichtend (lat. officium ‚Dienst, Pflicht‘); ab dem 14. Jahrhundert gehörte zum Text des Offiziums der Mönche und Nonnen auch das Proprium der täglichen heiligen Messe.
In der lateinischen Kirche lebte das Stundengebet wegen seines Umfangs und wegen des verpflichtenden Vollzugs auf Latein bis zum Zweiten Vatikanischen Konzil fast nur noch als Standesgebet der Ordensleute und Kleriker („Breviergebet“) fort. Im 16. Jahrhundert war für einige Jahrzehnte ein Kreuzbrevier in Gebrauch, das besonders auf das Beten des einzelnen Klerikers zugeschnitten war. Papst Pius V. verbot es mit der Einführung des Breviarium Romanum 1568, doch beeinflusste es stark das anglikanische Book of Common Prayer. Eine gründliche Brevierreform nahm Papst Pius X. 1911 vor.
Für Laien – auch die des Lesens und der lateinischen Sprache unkundigen Laienbrüder und Konversen in den Klöstern sowie die Schwestern in der Neuzeit entstandenen karitativ tätigen Schwesternkongregationen – bildeten sich Ersatzformen, etwa das Officium beatae Mariae virginis, das bis zu dreimal tägliche Beten des Rosenkranzes mit dann 150-mal wiederholtem Ave Maria oder das Beten des Angelus morgens, mittags und abends.
Im Zuge der Liturgiereform des Zweiten Vatikanischen Konzils wurde mit der Inkraftsetzung der Editio typica Liturgia Horarum iuxta ritum Romanum durch die Apostolische Konstitution Laudis canticum am 1. November 1970 der Umfang des Stundengebetes in der katholischen Kirche erheblich reduziert. So werden heute oft fünf bis sechs Gebetszeiten (Laudes, nach Wahl eine der kleinen Horen, Vesper, Komplet und die Lesehore) gebetet und die Psalmen (mit wenigen Auslassungen, etwa der sogenannten Fluchpsalmen) im römischen Stundenbuch über einen Zyklus von vier Wochen verteilt (Vierwochenpsalter). Außerdem kann das Stundengebet in der Landessprache gefeiert werden.
In den evangelischen und anglikanischen Kirchen nahm die Entwicklung des Stundengebetes nach der Reformation sehr unterschiedliche Richtungen. Martin Luther betonte vor allem den pädagogischen Wert des lateinischen Stundengebetes für die Schüler an den höheren (lateinischen) Schulen. Dementsprechend war es über Jahrhunderte üblich, dass das tägliche Gebet (oft auf drei Gebetszeiten morgens, mittags und abends reduziert) in der Regel von den Schülern der örtlichen Schulen vollzogen wurde. Vielerorts blieb zunächst auch die Vesper als Gemeindegottesdienst mit einer Predigt des Pfarrers erhalten. Thomas Müntzer experimentierte schon 1525 mit einer deutschen Fassung des dreimal täglichen Stundengebetes in Allstedt, auch hier waren die Schüler der städtischen Lateinschule für die Ausführung verantwortlich. Diese Traditionen brachen in der evangelischen Kirche meist in der Zeit der Aufklärung ab und überlebten nur an Orten mit renommierten Schulchören wie in Leipzig oder Dresden. Auch in der anglikanischen Kirche sind dem Stundengebet zugehörige Formen wie der Evensong im Wesentlichen an die Existenz von Knabenchören oder Schulchören gebunden. Eine Wiederentdeckung des Stundengebetes fand im deutschen Protestantismus erst im 20. Jahrhundert als Folge der sogenannten Liturgischen Bewegung statt. Aus dieser Bewegung entstandene Gruppen wie die Michaelsbruderschaft oder die Kirchliche Arbeit Alpirsbach entdeckten das gregorianische Stundengebet wieder. Im Evangelischen Gesangbuch sind vier komplett ausgeführte Modelle für ein Morgengebet (Mette), Mittagsgebet, Abendgebet (Vesper) und Nachtgebet (Komplet) enthalten.

## Konfessionelle Ausprägungen
Zur Abfolge der Gebetszeiten sei zunächst angemerkt, dass sich die Einteilung nach der antiken Zeitrechnung richtet. Der Tag war damals die Zeit von Sonnenaufgang bis Sonnenuntergang; er wurde in zwölf gleich lange Stunden eingeteilt. Wie lang eine solche Stunde war, hing von der Länge der Zeit zwischen Sonnenaufgang und Sonnenuntergang ab, war damit also sowohl regional verschieden als auch zu den einzelnen Jahreszeiten unterschiedlich. Als ungefähre Umrechnung in unsere heutige Zeiteinteilung kann die erste Stunde des Tages auf etwa 6 Uhr angesetzt werden.

### Römisch-katholisch

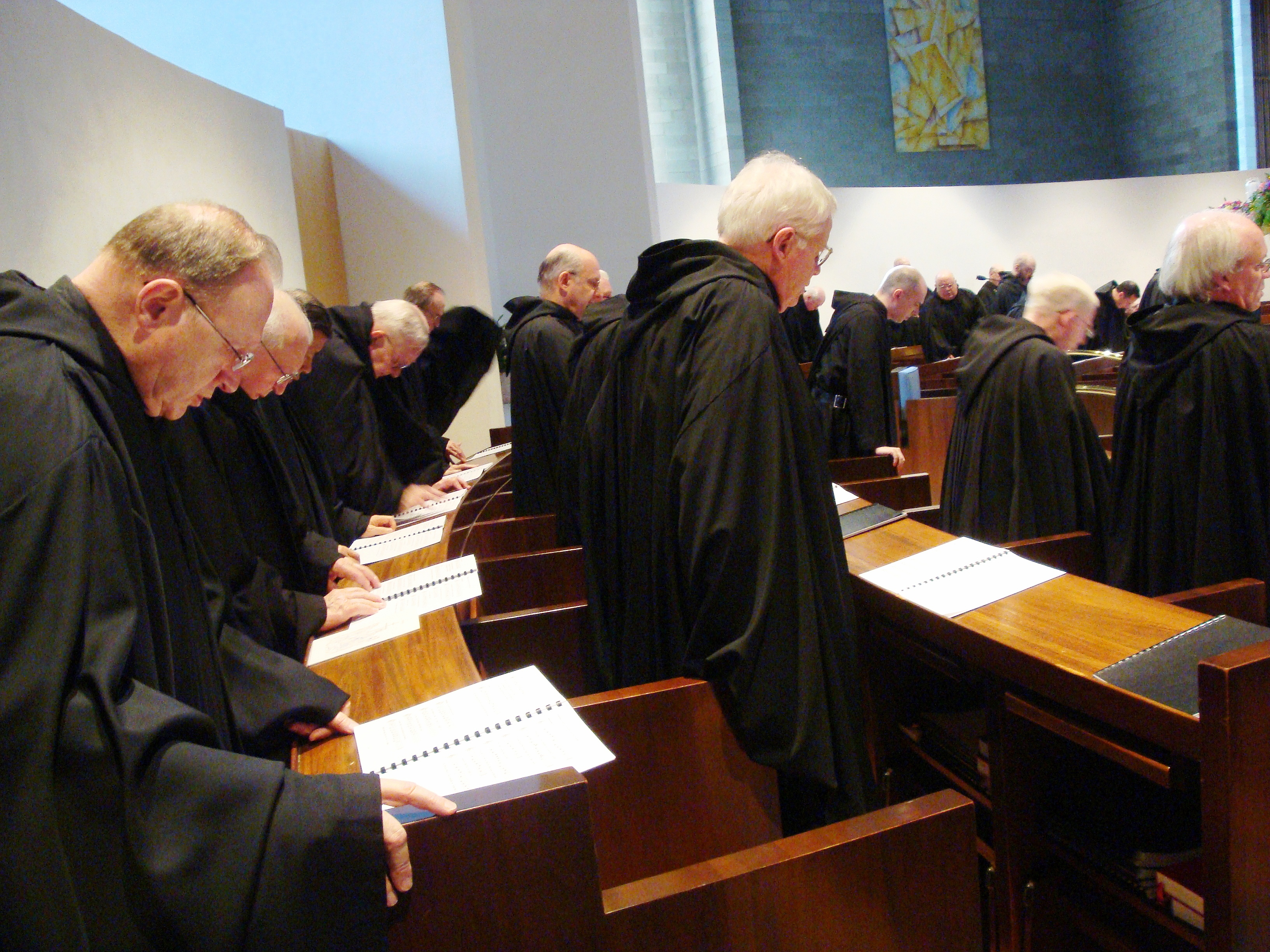
Benediktiner beim Stundengebet

#### Römischer Ritus
In der katholischen Kirche ist das Stundengebet das Gebet der Kirche, zu dessen Vollzug alle Priester, Diakone, die geweihten Jungfrauen, die Eremiten und die Ordensleute verpflichtet sind. Sie beten das Stundengebet nicht nur zur persönlichen Tagesheiligung, sondern auch stellvertretend für die ihnen anvertrauten Gläubigen und vollziehen damit einen liturgischen Dienst. Ständige Diakone sind formal nur zum Gebet von Laudes und Vesper verpflichtet. Auch alle übrigen Gläubigen sind zum Vollzug eingeladen, je nach ihren Lebensumständen.
Beim gemeinschaftlichen Vollzug können die Psalmen und sonstigen Texte gesungen (Psalmodie) oder gesprochen werden. In manchen monastischen Gemeinschaften (besonders in Bayern und Österreich) ist auch das Rezitieren der Psalmen im Tonus rectus gebräuchlich. Der Vollzug geschieht im Stehen, bei der Psalmodie und den Lesungen sitzen alle mit Ausnahme des Lektors. Beim Beginn jeder Hore bekreuzigt man sich gewöhnlich; beim Gloria Patri, mit dem Psalmen und Cantica schließen, verneigt man sich.
Die acht ursprünglichen Gebetszeiten wurden auf sieben, mancherorts auch fünf verkürzt. In der katholischen Kirche vereinheitlichte man nach dem Zweiten Vatikanischen Konzil auch den Ablauf der einzelnen Horen, der ursprünglich vor allem zwischen den sogenannten kleinen und großen Horen beträchtliche Unterschiede aufwies.
- Invitatorium (lateinisch: „Einladung“): Das Invitatorium steht als Eröffnung stets vor der ersten Gebetszeit (Matutin bzw. Vigil, Lesehore oder Laudes) eines Tages. Es besteht aus dem Ruf „V/ Herr, öffne meine Lippen. R/ Damit mein Mund dein Lob verkünde.“ sowie dem responsorisch vorgetragenen Psalm 95 („Kommt, lasst uns jubeln vor dem Herrn und zujauchzen dem Fels unseres Heiles“). Dieser Psalm kann auch durch Ps 24, Ps 67 oder Ps 100 ersetzt werden.
- Lesehore: Sie kann zu jeder Tageszeit gefeiert werden und dient im Wesentlichen der geistlichen Vertiefung der Heiligen Schrift sowie der theologischen Überlieferung. Daher stehen diese Lesungen auch im Mittelpunkt; bei der theologischen Überlieferung wird meist auf die sogenannten Väterlesungen zurückgegriffen, auf Werke früher Kirchenväter. Die Lesehore kann zur Vigil erweitert werden, aus der sie historisch erwachsen ist:
- Matutin (eingedeutscht „Mette“) genannt: die erste Gebetszeit des liturgischen Tages. Sie wird in der Nacht oder am frühen Morgen verrichtet, in manchen Ordensgemeinschaften auch am Vorabend. Am Hochfest der Geburt des Herrn (Christmette) und dem Hochfest der Auferstehung des Herrn (Osternacht) wird die Vigil als Nachtwache gehalten. Die Osternacht ist für die Kirche die „Mutter aller Vigilien“. In der Benediktsregel wird als Beginn der Vigil die achte Stunde der Nacht genannt (vgl. ebd. Kap. 8), was etwa 2 Uhr entspricht. Nach der Eröffnung Herr, öffne meine Lippen, damit mein Mund dein Lob verkünde folgt ein Psalm als Gebetseinladung (Invitatorium), dann der Hymnus. Hieran schließen zwei (oder drei) Nokturnen. Jede Nokturn besteht aus mehreren Psalmen und einer anschließenden längeren Lesung. Die Lesung der ersten Nokturn ist der Heiligen Schrift entnommen, die der zweiten Nokturn geistlicher Literatur, vor allem den Kirchenvätern. An Sonntagen und Hochfesten schließt sich eine dritte Nokturn an, in der statt Psalmen biblische Cantica gesungen werden. Im Anschluss wird das Evangelium des Sonntags oder Hochfestes vorgetragen und das Te Deum gesungen. Den Abschluss der Matutin bildet das Tagesgebet. Die vollständige Vigil wird nur noch von einigen monastischen Orden gebetet. Im Zuge der Liturgiereform des Zweiten Vatikanischen Konzils kann je nach den Lebensumständen des Beters die Lesehore, die zu einem beliebigen Zeitpunkt des Tages gebetet werden kann, an die Stelle der Vigil treten. An Sonntagen, Hochfesten und Festen kann die Lesehore zu einer Vigil erweitert werden. Nach dem Te Deum werden drei biblische Cantica gebetet, auf die das Evangelium folgt, und zwar an Sonntagen und einigen Hochfesten eines der Osterevangelien, ansonsten eines der Evangelien der jeweiligen Messe.
- Laudes (eigentlich Laudes matutinae, ‚morgendliche Lobgesänge‘): Die Laudes werden bei Tagesanbruch, üblicherweise zwischen 6 Uhr und 8 Uhr morgens, gehalten, da die aufgehende Sonne ein Symbol für Christus ist, dem mit den Laudes Lob dargebracht wird. Sie bestehen aus Eröffnung, Hymnus, Morgen- und Lobpsalmen, alttestamentlichem Canticum, Schriftlesung (Kapitel), Responsorium, Benedictus, Preces, Vaterunser, Tagesgebet und Segen. In den Bitten der Laudes wird in besonderer Weise für das gute Gelingen und die Heiligung des neuen Tages gebetet.
- Prim, Terz, Sext, Non (kleine Horen): Im Laufe des Tages soll die Arbeit drei Mal von den sogenannten kleinen Horen unterbrochen werden: zur dritten Stunde (ca. 9 Uhr) von der Terz, zur sechsten Stunde (ca. 12 Uhr) von der Sext und zur neunten Stunde, der überlieferten Todesstunde Christi (ca. 15 Uhr), von der Non. Früher wurde außerdem zur ersten Stunde, meist unmittelbar nach den Laudes, noch die Prim gebetet. Auf dem Zweiten Vatikanischen Konzil wurde die Prim jedoch als inhaltliche Doppelung zu den Laudes abgeschafft. Nur noch im Stundengebet der Kartäuser sowie einzelner kontemplativer Klöster ist die Prim erhalten geblieben. Im Stundengebet mancher tätiger Ordensgemeinschaften werden Terz, Sext und Non zu einer Tageshore zusammengefasst.
- Vesper: Vesper und Laudes bilden die Angelpunkte des Stundengebetes. Die Vesper besteht aus Eröffnung, Hymnus, Psalmen, neutestamentlichem Canticum, Schriftlesung (Kapitel), Responsorium, Magnificat, Fürbitten, Vater unser, Tagesgebet und Segen. Ist die Vesper die letzte Hore des Tages, die in Gemeinschaft gebetet wird, folgt meist die Marianische Antiphon. Mit der Vesper endet die Arbeit des Tages. Jeder Sonntag und jedes Hochfest (Ausnahme Ostern) beginnt am Vorabend mit der ersten Vesper, die die liturgische Eröffnung des Sonntages oder Hochfestes darstellt. Die Vesper am Abend des Festes oder Sonntages wird entsprechend zweite Vesper genannt.
- Komplet: Die Komplet ist das Nachtgebet, mit dem der Tag beendet wird. Ihr geht in der Regel eine Gewissenserforschung mit dem nachfolgenden Schuldbekenntnis voraus. Die Komplet besteht aus dem Hymnus, Psalmen (traditionell die Psalmen 4 EU, 134 EU und 91 EU), der Kurzlesung, dem neutestamentlichen Gesang Nunc dimittis (Lk 2,29–32 EU), der Oration und dem Segen für die Nacht. Danach gilt in den monastischen Orden bis zum Morgen das nächtliche Stillschweigen.

Bei den Laudes und der Vesper kann beim Benedictus oder beim Magnificat der Altar inzensiert werden. Vor der Altarinzens erfolgt der Altarkuss, der bei Beginn und Ende der Vesper im Gegensatz zur Eucharistiefeier nicht erfolgt (vgl. AES (= Allgemeine Einführung in das Stundengebet) und das Pontifikale Romanum).
Die Konstitution über die heilige Liturgie des Zweiten Vatikanischen Konzils, Sacrosanctum Concilium, hob die Bedeutung der Feier des Stundengebets auch der Laien hervor:

„Die Seelsorger sollen darum bemüht sein, daß die Haupthoren, besonders die Vesper an Sonntagen und höheren Festen, in der Kirche gemeinsam gefeiert werden. Auch den Laien wird empfohlen, das Stundengebet zu verrichten, sei es mit den Priestern, sei es unter sich oder auch jeder einzelne allein.“

Das Gebet- und Gesangbuch Gotteslob bietet unter den Nummern 613 bis 667 vor allem mehrere zum Singen eingerichtete Vorlagen und Elemente für Laudes und Vesper zu verschiedenen Festzeiten des Kirchenjahres, eine Totenvesper, ein Abendlob mit Luzernar und die Komplet mit den traditionellen Kompletpsalmen sowie den Marianischen Antiphonen. Unter den Nummern 31 bis 80 finden sich weitere Psalmen, die beim gemeindlichen Tagzeitengebet verwendet werden können.

#### Ambrosianischer Ritus
Das Stundengebet nach dem ambrosianischen Ritus (in der Diözese Mailand und Umgebung) hat bei aller Ähnlichkeit deutliche Besonderheiten im Vergleich zu dem des Römischen Ritus. In der fünfbändigen Ausgabe des Ambrosianischen Stundenbuches (Diurna Laus, 1981 herausgegeben und approbiert von Kardinal Carlo Maria Martini) sind alle Besonderheiten des Stundengebetes genau geregelt. Hier kann nur eine Übersicht über ihre grundsätzliche Struktur gegeben werden.
- Invitatorium: Psalm 95 mit Eröffnungsvers am Beginn des Stundengebets sind im ambrosianischen Ritus unbekannt.
- Lesehore: Die Hore beginnt mit einem Eröffnungsvers („O Gott, komm mir zu Hilfe“), der Doxologie und dem Halleluja (in der Fastenzeit: stattdessen die Akklamation Lob sei dir, Herr, König der ewigen Herrlichkeit); darauf folgt der Hymnus; es stehen zwei Hymnen zur Auswahl, eine für den Fall, dass das Offizium der Lesungen in der Nacht oder in den frühen Morgenstunden gefeiert wird, die andere für den Fall, dass es während des Tages gefeiert wird; darauf folgt in der Form eines Responsoriums ein Teil des Gesangs der drei Jünglinge (Dan 3,52-56 EU). An Festtagen wird der Gesang durch ein anderes Responsorium ersetzt. Es folgt die Psalmodie, bestehend aus drei alttestamentlichen Psalmen oder Cantica aus dem Alten Testament, die mit dem dreifachen Kyrie eleison und einer Strophe (Du bist gesegnet, Herr. Amen) abgeschlossen wird; darauf folgen zwei Lesungen, eine biblische (gefolgt von einem Responsorium) und eine patristische oder hagiographische Lesung mit Responsorium; an Sonn- und Festtagen folgt der Hymnus Te Deum, an Wochentagen – ad libitum – die Laus Angelorum Magna, eine Doxologie ähnlich dem Gloria mit zusätzlichen Versen, wie sie auch im Stundengebet mancher östlicher Kirchen gebräuchlich sind.
Wenn auf das Offizium der Lesungen nicht unmittelbar die Laudes folgen, schließt es mit einer Oration und einer Akklamation.
- Laudes: Sie beginnt mit einer Einleitungsstrophe („O Gott, komm mir zu Hilfe“), der Doxologie und dem Alleluja (in der Fastenzeit die Akklamation Lob sei dir, Herr, König der ewigen Herrlichkeit); es folgt der Lobgesang des Zacharias (Benedictus) mit seiner Antiphon und einer ersten Oration.
Die Psalmodie beginnt mit einem alttestamentlichen Canticum, einem oder mehreren Lobpsalm(en), an Festtagen immer der Psalm 117. Am Ende der Psalmodie steht ein Morgenpsalm, der von der ganzen Gemeinde gemeinsam, auf einem Ton und ohne Antiphon rezitiert wird (psalmus in directo). Am Ende der Psalmodie steht die zweite Oration. Darauf folgt der Hymnus. Es geht weiter mit sechs Akklamationen zu Christus dem Herrn (an die die zwölf Kyrie eleison orientalischen Ursprungs gekoppelt sind), dem Vaterunser und dem abschließenden Segen.
- Die kleinen Horen (Terz-Sext-Non; eine davon verpflichtend): Der Einleitungsverse wie in Laudes und Lesehore; daran schließt ein zur Tageszeit passender Hymnus. Die Psalmodie besteht aus drei Psalmen oder Psalmteilen. Es folgen eine Kurzlesung und ein Responsorium breve. Die Hore endet mit der Akklamation wie in der Lesehore.
- Vesper: Die Feier in der Gemeinde beginnt mit dem Gruß des Bischofs, Priesters oder Diakons: „Der Herr sei mit Euch / Und mit deinem Geiste“, beim Gebet allein oder ohne Kleriker mit dem Vers: „Herr, höre mein Gebet und lasse mein Rufen zu Dir kommen“, jeweils ohne Doxologie.
Darauf folgt unmittelbar das Luzernarium (Ritus des Lichterentzündens): Es wird ein Responsorium gesungen, während zwei Kerzen auf dem Altar und die anderen Lichter in der Kirche entzündet werden. Bei feierlichen Anlässen wird dazu auch der Altar inzensiert; darauf folgt der Hymnus und an bestimmten Festtagen ein längeres Responsorium; in der Ersten Vesper, in der das Gedächtnis oder das Fest eines Heiligen gefeiert wird, folgt hier eine kurze Biographie des jeweiligen Heiligen, an hohen Festtagen auch eine oder mehrere biblische Lesungen.
Es folgt die Psalmodie (normalerweise zwei Psalmen oder Psalmteile, mit Antiphonen; an Festtagen und Feiertagen: ein Psalm, dem die Psalmen 134 und 117 hinzugefügt werden) und die abschließende Doxologie (Ehre sei dem Vater); auf die Psalmodie folgt eine erste Oration; dann wird, außer an Freitagen in der Fastenzeit und an den Festtagen der Karwoche, feierlich der Lobgesang des Magnificats mit seiner Antiphon vorgetragen, gefolgt vom dreifachen Kyrie eleison und einer zweiten Oration.
Nun folgt (außer in der Karwoche): das Taufgedächtnis (mit Prozession zum Taufbecken). Dieses besteht an Sonntagen, Festen und Hochfesten des Herrn im Vortrag eines Gesangs aus dem Neuen Testament mit seiner Antiphon; an anderen Tagen aus einem Responsorium. An Hochfesten und Feiertagen der Heiligen wird anstelle des Taufgedenkens eine „Sallenda“ (eine längere Antiphon) zu Ehren des Heiligen gesungen, die zweimal wiederholt wird, mit der Doxologie an die Dreifaltigkeit dazwischen. Darauf folgt eine Oration.
Die Vesper endet mit Fürbitten, dem Vaterunser und dem Segen
- Komplet: Die Komplet beginnt mit den Versen: „Bekehre uns, Herr, unser Gott, wende deinen Zorn von uns ab. Oh Gott, komm mir zu Hilfe“ und Doxologie. Es folgt ein Hymnus, darauf die Psalmodie (ein oder zwei Psalmen), die Kurzlesung und ein sich täglich änderndes Responsorium; auf den Lobgesang des Simeon (Nunc dimittis) mit einer täglich alternierenden Antiphon folgt die Oration und eine Antiphon zu Ehren der Jungfrau Maria.
Die Komplet schließt mit einer kurzen stillen Gewissenserforschung und zumindest in der öffentlichen Feier mit dem Ruf: „Lasst uns in Frieden schlafen – Lasst uns in Christus wachsam sein.“[24]

### Orthodox
In den orthodoxen Klöstern des byzantinischen Ritus beginnt der Tageslauf mit der Vesper bei Sonnenuntergang. Die griechischen Bezeichnungen der einzelnen Stunden lauten:
- Hesperinos (Ἑσπερινός): Abendgebet bei Sonnenuntergang
- Apódeipnon (Ἀπόδειπνον): (wörtlich „nach dem Essen“) vor dem Zubettgehen. Meditation über den letzten Schlaf, den Tod.
- Mesonyktikon (Μεσονυκτικόν): Mitternachtsgebet in Klöstern
- Orthros (Ὄρθρος): bei Sonnenaufgang
- Prōtē Hōra (Πρώτη Ὥρα): Die erste Stunde, etwa um sechs Uhr morgens. Meditation über die Schöpfung. Wird gewöhnlich im Anschluss an den Orthros gefeiert.
- Tritē Hōra (Τρίτη Ὥρα): Die dritte Stunde, um neun Uhr morgens. Meditation über das Herabkommen des Heiligen Geistes an Pfingsten, das zu dieser Stunde geschah.
- Hektē Hōra (Ἕκτη Ὥρα): Die sechste Stunde, mittags. Meditation über die Kreuzigung Christi, die zu dieser Stunde geschah.
- Enatē Hōra (Ἐνάτη Ὥρα): Die neunte Stunde, drei Uhr nachmittags. Meditation über den Tod Christi, der zu dieser Stunde eintrat.

Im orthodoxen Stundengebet werden die Psalmen immer in eingeteilten Gruppen gebetet, sogenannten Kathismata. In einem einwöchigen Schema werden alle 150 Psalmen auf Laudes und Vesper verteilt, beginnend mit dem 1. Kathisma (Psalmen 1 bis 8) am Samstagabend. Bei der Feier in der Gemeinde werden die Kathismata auf einige wenige Verse gekürzt oder vollständig übergangen. Auf die Laudes folgt am Sonntag die Eucharistiefeier, beide mit Beteiligung der Gemeinde. Auch die Vesper am Vorabend von Sonn- und Feiertagen wird von der Gemeinde besucht. Die feierliche Vesper besteht nach der Eröffnung aus einem ersten Teil in monastischer Tradition, an den sich eine Kathedralvesper mit Luzernar, den Abendpsalmen 141, 142, 130 und 117 sowie einem Einzug der Liturgen beim Gesang des Hymnus Phos hilaron und das Nunc dimittis anschließen.
Die Psalmen werden in unterschiedlicher Technik vorgetragen: als Textrezitation von einem Lektor, gesungen von einer Sängerschola oder als durchkomponierter Tonsatz.

### Koptisch
In der Tagzeitenliturgie in der Koptischen Kirche laufen die Horen jeden Tag gleich ab, täglich werden in den Vigilien und sieben Tageshoren (Prim, Terz, Sext, Non, Vesper und Komplet) 110 Psalmen gebetet. Das Stundengebet gehört somit fast rein zum monastischen Typ. In der Auswahl der Evangelienperikopen beim Kapitel wird auf die Tageszeit Bezug genommen. Die Horen enden mit dem einundvierzigmaligen Kyrie, Sanctus, Vaterunser, und einem Bittgebet. Das koptische Stundengebet wird wenigstens zum Teil von fast allen erwachsenen, koptischen Christen vollzogen. Die gedruckte Ausgabe (Agpeya) ist auch in der großen koptischen Diaspora weit verbreitet.

### Evangelisch
Das Evangelische Gesangbuch (1996) enthält heute vier klassische Tagzeitengebete (etwa im Anhang Bayern/Thüringen als „Gottesdienste zu den Tageszeiten“ unter Nr. 727), die den altkirchlich-gregorianischen Vorbildern folgen. Daneben sind aber auch andere Modelle möglich, die z. B. der Ordnung aus Taizé folgen können.
- Mette (bzw. Laudes, Morgengebet): Nach dem liturgischen Eingang können ein bis drei Psalmen gesungen oder gesprochen werden. Es folgt eine Schriftlesung, ein Responsorium, der Hymnus und das Benedictus; Kyrie eleison, Vaterunser, Fürbittegebet, ein Morgengebet, der Lobpreisruf und der Segen schließen das Stundengebet.
- Sext (Mittagsgebet): Nach dem liturgischen Eingang wird ein Loblied (Hymnus) gesungen oder gesprochen. Es folgen ein Psalm und dann die Schriftlesung, danach ein Responsorium; Kyrie, Vaterunser, ein Schlussgebet/Friedensbitte (Luthers „Verleih uns Frieden gnädiglich“), der Lobpreisruf und der Segen schließen das Stundengebet.
- Vesper (Abendgebet): Die Ordnung entspricht genau der der Mette, abgesehen davon, dass als neutestamentliches Canticum statt des Benedictus das Magnificat gesungen wird.
- Komplet (Nachtgebet): Nach der eröffnenden Lesung aus dem 1. Petrusbrief („Seid nüchtern und wacht!“, 1 Petr 5,8 Lut) folgt ein Sündenbekenntnis, erst danach die eigentliche liturgische Eröffnung. Es folgen die drei klassischen Komplet-Psalmen (Ps 4 Lut, Ps 91 Lut, Ps 134 Lut), der Hymnus, die Schriftlesung aus Jes 14 Lut, das Responsorium und das dritte Canticum (das Nunc dimittis). Der Gebetsteil besteht wiederum aus Kyrie, Vaterunser und Schlussgebet; es folgen der Lobpreis und der Segen.

Im evangelischen Bereich gibt es etliche Kommunitäten und geistliche Gemeinschaften, die eigene und zum Teil deutlich umfangreichere Formen des Stundengebetes pflegen. Diese sind von ihrer formalen Anlage her (Zahl der Gottesdienste, Verteilung über den Tag) in der Regel aus den altkirchlichen Mustern ableitbar. In ihrer inhaltlichen Gestaltung (Art der Musik, der Texte etc.) können sie dagegen sehr unterschiedlich sein und teils gregorianischen (Tagzeitenbuch der Michaelsbruderschaft oder Alpirsbacher Antiphonale), teils modernen musikalischen Formen folgen (etwa die Jesus-Bruderschaft Gnadenthal).

### Anglikanisch
Das Book of Common Prayer enthält heute die folgenden Gebetszeiten:
- Morgengebet: Entspricht in etwa Matutin und Laudes
- Mittagsgebet: Entspricht in etwa einer Kombination von Terz und Sext
- Abendgebet: Entspricht der Vesper (der sogenannte Evensong)
- Komplet: Manchmal kombiniert mit Abendgebet

Ordinierte verpflichten sich, Morgen- und Abendgebetszeiten stellvertretend für die Gemeinde zu beten. In anglikanischen Ordensgemeinschaften (insbesondere bei den Benediktinern) werden jedoch umfassendere Versionen des Stundengebets gefeiert.

### Altkatholisch
In größeren altkatholischen Gemeinden wird regelmäßig an einzelnen Tagen die Tagzeitenliturgie als Gemeindegottesdienst gefeiert. Zur Vesper gehört oft das Luzernar, in manchen Versionen entfallen die Psalmen.

### Ökumenisch
In Deutschland schlossen sich Vertreter verschiedener evangelischer und katholischer Stundengebetsinitiativen zu der Initiative „Ökumenisches Stundengebet“ zusammen, die sich im Oktober 2014 auf der fränkischen Burg Rothenfels zu einem Verein formierte.
Die ökumenische Communauté von Taizé folgt in ihren täglichen Gebeten in der Versöhnungskirche einem von der Gemeinschaft selbst zusammengestellten Ritus.